# آدم وجستشوفسكي
آدم وجستشوفسكي (مواليد 23 حزيران (يونيو) 1980) هو لاعب تجديف بولندي. تنافس في حدث التجديف المزدوج للرجال في دورة الألعاب الأولمبية الصيفية لعام 2004.

## روابط خارجية
- آدم وجستشوفسكي على موقع الاتحاد الدولي للتجديف (الإنجليزية)
- آدم وجستشوفسكي على موقع اللجنة الأولمبية الدولية (الإنجليزية)
- آدم وجستشوفسكي على موقع أوليمبيديا (الإنجليزية)